# Fiat 656RN

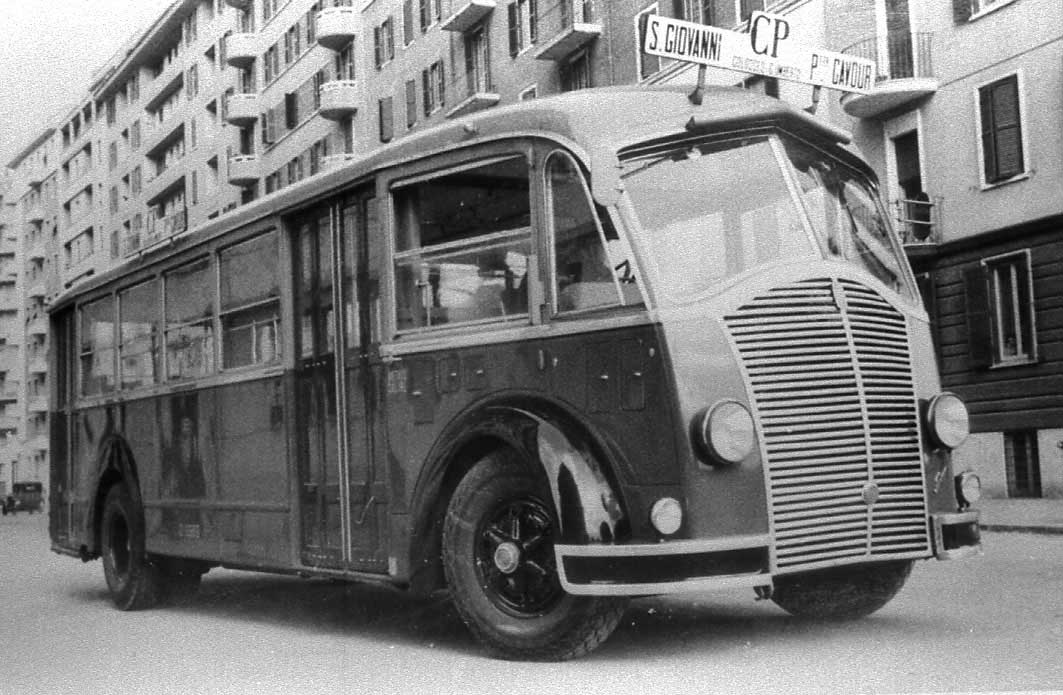
Autobus Fiat 656 Garavini en service urbain à Rome à partir de 1940

Le Fiat 656 RN était, comme l'habitude de l'époque, un châssis pour autocars fabriqué par la division autobus de Fiat V.I., branche du groupe italien Fiat.
Il a été lancé avant la seconde guerre mondiale, en 1934, pour assurer le transport urbain et interurbain des populations italiennes. La société municipale des transports de Rome ATAG (devenue depuis ATAC) en comptera 111 exemplaires dans son parc.
Cet autobus, comme tous les modèles dans le monde à cette époque, utilisait le châssis surbaissé dérivé d'un camion avec un moteur placé à l'avant du véhicule, donc dans une position encombrante pour l'accès des voyageurs et la conduite. (Cf les cars Chausson qui ont gardé jusque dans les années 80 ce type de conception).
Le Fiat 656 RN, d'une longueur normalisée en Italie, de 9,450 mètres, était équipé du moteur Fiat 356, un 6 cylindres de 5 750 cm3, développant 105 ch DIN dans sa version originelle. Ce moteur s'avèrera robuste, fiable et très peu gourmand en gazole. Le poste de conduite était à droite, comme le voulait le code de la route italien de l'époque.
Le Fiat 656RN connaîtra plusieurs versions :
- standard 656 RN de 9,450 mètres de longueur,
- allongée 656 RNL de 10 mètres,
- gazogène 656 RG, avec moteur Fiat 656-G développant 105 ch,
- 3 essieux 656 RN2L de 12,00 mètres, à partir de 1940, équipée du même moteur Fiat 356 de 105 ch.

Comme pour tous ses modèles d'autobus urbains de l'époque, Fiat V.I. ne manqua pas de décliner la variante trolleybus, le Fiat 656F.
Conformément à la coutume en Italie, la version de base sera carrossée par la filiale Fiat Cansa mais aussi par les carrossiers spécialisés Garavini, Macchi, Pistoiesi, Viberti et bien d'autres.
Notas :
- RN signifie : R - ribassato, le châssis d'origine dérivé du camion correspondant a été abaissé pour être compatible avec l'accès à bord des passagers. N comme pour les camions désigne le type de carburant N = nafta, gaz-oil en italien, G gazogène et U pour urbain.
- Cansa est l'acronyme de « CArrozzerie Novaresi Società Anonima » - Carrosseries de Novare Société Anonyme. Cette société de carrosserie industrielle était une filiale de Fiat Bus dont les ateliers et le siège social est implanté à Cameri, près de Novare. Avec l'introduction du Fiat 343 Cameri, en 1972, l'appellation commerciale devint Carrozzeria Fiat Cameri.

La production du Fiat 656 RN cessa en 1945 pour être remplacé par les Fiat 666RN et Fiat 672F.